# Pseudidactus roggemani
Pseudidactus roggemani là một loài bọ cánh cứng trong họ Cerambycidae.